# Solenopsis belisarius
Solenopsis belisarius é uma espécie de formiga do gênero Solenopsis, pertencente à subfamília Myrmicinae.